# خاکسپاری (فیلم ۱۹۹۶)
خاکسپاری (انگلیسی: The Funeral) فیلمی در ژانر جنایی و درام به کارگردانی ایبل فرارا است که در سال ۱۹۹۶ منتشر شد.

## بازیگران
- کریستوفر واکن
- کریس پن
- آنابلا شورا
- ایزابلا روسلینی
- وینسنت گالو
- بنیسیو دل تورو
- گرچن مول
- پل پری
- جان وینتیمیلیا
- ویکتور آرگو
- دیوید پاتریک کلی
- فرانک جان هاگز